# Vestre Hestlægerhøy
De Vestre Hestlægerhøy is een berg behorende bij de gemeenten Lom en Vågå in de provincie Oppland in Noorwegen. De berg, gelegen in Nationaal park Jotunheimen, heeft een hoogte van 1758 meter.
De Vestre Hestlægerhøy is onderdeel van het gebergte Jotunheimen.